# وزارة الأعمال والطاقة والإستراتيجية الصناعية (المملكة المتحدة)
وزارة الأعمال والطاقة والإستراتيجية الصناعية (بالإنجليزية: Department for Business, Energy and Industrial Strategy) هي وزارة في حكومة المملكة المتحدة مسؤولة عن الأعمال والطاقة وتغيير المناخ في بريطانيا.

## تاريخ
تأسست الوزارة من خلال دمج وزارة الأعمال والابتكار والمهارات ووزارة الطاقة وتغير المناخ من خلال عبر آلية التغيير الحكومي في 14 يوليو 2016 بعد تعيين تيريزا ماي كرئيسة للوزراء.

## المسؤوليات
الوزارة مسؤولة عن:
- الأعمال
- الاستراتيجية الصناعية
- العلم والبحث والابتكار
- إلغاء الضوابط التنظيمية
- الطاقة والنمو النظيف
- تغير المناخ